# Lychnophoriopsis damazioi
Lychnophoriopsis damazioi là một loài thực vật có hoa trong họ Cúc. Loài này được (Beauverd) H.Rob. mô tả khoa học đầu tiên năm 1992.